# Месяцев, Иван Илларионович
Иван Илларионович Месяцев (20 июня [2 июля] 1885, Краснодарский край — 7 мая 1940, Москва) — советский зоолог, профессор и декан физико-математического факультета МГУ (1929—1930), исследователь Арктики, один из основоположников советской океанологии.

## Биография
Окончил физико-математический факультет Московского университета (1912). Участник революционного движения и событий 1905 года.
В первые годы советской власти налаживал научно-исследовательскую работу плавучих лабораторий, создавал научную школу советских океанологов. По его инициативе начала применяться аэрофотосъёмка для изучения движения промысловых рыб.
В 1922 под его руководством построено первое советское морское экспедиционное судно «Персей».
В 1921—1927 возглавил ряд экспедиций в северные моря СССР.
Один из организаторов и директор (до 1933) созданного в 1921 Плавучего морского научного института.
Член КПСС с 1929.
В 1929—1932 — заведующий кафедрой зоологии беспозвоночных в МГУ.
В последние годы возглавлял также кафедру дарвинизма в государственном пединституте.
Доктор биологических наук (1938), профессор.
Похоронен в Москве на Новодевичьем кладбище (Старая территория, Колумбарий, секция 6), с ним похоронена жена.

## Память
Имя Месяцева носит Мурманский морской рыбопромышленный колледж. Ранее в его честь назывался мыс, превратившийся в остров, а затем растаявший, на острове Ева-Лив.
В честь И. И. Месяцева названа гора в Антарктиде (71°59′ ю.ш., 14°46′ в.д., гора открыта и нанесена на карту в 1961 году, название присвоено в 1966 году).

## Критика
Зоолог Владимир Чернавин в своей книге «Записки вредителя» так описал деятельность Месяцева:

Фигуру Месяцева я хорошо себе представлял. Он был широко известен своей крайней беспринципностью, поразительным цинизмом и полной беззастенчивостью в использовании чужих материалов. Его связь с ГПУ также не была тайной. Успех его научной карьеры зависел от партийного билета, заменившего ему научную диссертацию.
[Речь следователя на допросе Чернавина:] ... но научные сотрудники Океанографического института, ... , учреждения, возглавляемого профессором-коммунистом товарищем Месяцевым, в специально для нас написанном сообщении дают твердые указания, что если бы суда ловили в это время у Медвежьих островов, улов был бы лучше, они также определенно указывают, что сделано это было намеренно, с вредительской целью. 
— Не думаю, что они могли это точно знать, — говорю я сдержанно. — Их судно «Персей» имеет трал, годный только для зоологических сборов, определить же густоту косяков рыбы можно только промышленным тралом. 
— 